# General Problem Solver
General Problem Solver (GPS) ("algemene probleemoplosser") was een computerprogramma dat in 1959 door Herbert A. Simon, J.C. Shaw en Allen Newell werd ontwikkeld aan  Carnegie Mellon University. Het was een van de eerste AI-programma's die probeerden een meer algemene probleemoplossingsmethode te implementeren, in plaats van zich te richten op domeinspecifieke heuristieken.

## Werkingsprincipe
GPS werkte volgens het principe van "means-ends analysis" (middel-doelanalyse):
1. Doel en huidige toestand: Definieer het gewenste doel en de huidige toestand van het probleem.
2. Verschil identificeren: Bepaal het verschil tussen de huidige toestand en het doel.
3. Operator selecteren: Kies een operator (actie) die het verschil kan verkleinen. Een operator is een regel die de toestand van het probleem kan veranderen.
4. Operator toepassen: Pas de geselecteerde operator toe op de huidige toestand, waardoor een nieuwe toestand ontstaat.
5. Herhaal: Herhaal stappen 2 tot 4 totdat het doel is bereikt.

Om operatoren te selecteren, gebruikte GPS een set van heuristieken, die indicatoren waren voor de waarschijnlijkheid dat een operator tot een oplossing zou leiden.

## Belangrijkste kenmerken
- Algemeenheid: GPS was ontworpen om een breed scala aan problemen op te lossen, onafhankelijk van het domein.
- Symboolgebruik: GPS werkte met symbolische representaties van problemen, waardoor het mogelijk was om met abstracte concepten te redeneren.
- Heuristieken: GPS gebruikte heuristieken om de zoektocht naar oplossingen te sturen.

## Beperkingen
Ondanks de ambitieuze doelstellingen kende GPS een aantal beperkingen:
- Schaalbaarheid: GPS was niet goed in staat om complexe problemen met veel toestanden en operatoren op te lossen.
- Representatie: Het representeren van realistische problemen in de symbolische taal van GPS bleek vaak lastig.
- Kennisintensief: GPS vereiste veel domeinkennis om de operatoren en heuristieken te definiëren.

## Belang en invloed
Hoewel GPS niet alle verwachtingen kon waarmaken, was het een belangrijke mijlpaal in de ontwikkeling van AI.
- Theoretische bijdrage: GPS droeg bij aan de ontwikkeling van de theorie over probleemoplossing en planning.
- Invloed op latere systemen: De ideeën achter GPS, zoals middel-doelanalyse, werden gebruikt in latere AI-systemen.
- Startpunt voor discussie: GPS stimuleerde de discussie over de mogelijkheden en beperkingen van algemene probleemoplossers.